# Elecciones estatales de Tlaxcala de 1980
Las elecciones estatales de Tlaxcala de 1980 tuvieron lugar el domingo 2 de noviembre de 1980, en ellas fueron renovados los siguientes cargos de elección popular en el estado mexicano de Tlaxcala:
- Gobernador de Tlaxcala. Titular del poder ejecutivo del estado y electo para un periodo de seis años no renovables en ningún caso. El candidato electo fue Tulio Hernández Gómez.
- 19 Diputados al Congreso del Estado:  electos de manera directa por cada uno de los Distritos Electorales.

## Resultados electorales

### Gobernador
|  | 2.57 % |

|  | 92.85 % |

|  | 0.63 % |

|  | 1.59 % |

|  | 1.42 % |

|  | 0.93 % |